# Río Omas
Der Río Omas, im Oberlauf auch Quebrada Patara, ist ein 74 km langer Zufluss des Pazifischen Ozeans im Südwesten von Peru in den Provinzen Yauyos und Cañete im Süden der Verwaltungsregion Lima.

## Flusslauf
Der Río Omas entspringt im äußersten Osten des Distrikts Omas in der peruanischen Westkordillere auf einer Höhe von etwa 4360 m, 109 km ostsüdöstlich der Landeshauptstadt Lima. Nach zwei Kilometern wird der Fluss von der kleinen Talsperre Represa Patara aufgestaut. Der Río Omas verläuft bis Flusskilometer 58 in westlicher Richtung. Dabei bildet er streckenweise die Grenze zum südlich gelegenen Distrikt San Pedro de Pilas. Anschließend wendet sich der Río Omas in Richtung Südsüdwest. Er durchquert ein Tal gesäumt von bewässerten Agrarflächen. Bei Flusskilometer 48 passiert der Río Omas das Distriktverwaltungszentrum Omas. Bei Flusskilometer 45 erreicht er die Provinz Cañete. Er durchquert im Anschluss die Distrikte Coayllo und Asia. Ab Flusskilometer 25 wendet sich der Río Omas nach Südwesten. Er erreicht bei Flusskilometer 12 die wüstenhafte Küstenebene. Ein südlicher Mündungsarm zweigt links ab. Die beiden Mündungsarme erreichen westlich und östlich von Rosario de Asia den Pazifischen Ozean. Gewöhnlich ist die Wasserführung so gering, dass eine Sandbank den Fluss vom Meer trennt. Etwa 1,6 km vom Meer entfernt kreuzt die Nationalstraße 1S (Panamericana) die beiden Mündungsarme.

## Einzugsgebiet und Hydrologie
Der Río Omas entwässert eine Fläche von etwa 1130 km². Im Nordwesten und im Norden grenzt das Einzugsgebiet des Río Omas an das des Río Mala, im Osten an das des Río Cañete. Das Flusssystem des Río Omas wird hauptsächlich von Niederschlägen gespeist, die zwischen Dezember und April in den höheren Lagen des Einzugsgebietes fallen.